# Rosalía Valdés
Rosalía Valdés Julián (Ciudad de México, 1958) es una actriz y cantante mexicana. 

## Biografía y carrera

### Primeros años
Rosalía Valdés Julián nació en 1958 en Ciudad de México, siendo hija del actor Germán Valdés, y de la actriz y cantante Rosalía Julián Tato.

### Trayectoria artística y vida
Participó en la película El vuelo de la cigüeña (1979), por la que ganó un premio Heraldo a mejor actriz revelación.
En 1985, contrajo matrimonio con el estadounidense Russel Phillips, y emigró con él a Estados Unidos para establecerse en el estado de Colorado, donde también se llevó a su mamá Rosalía. Con Russel procreó dos hijos, un niño llamado Evan, y una niña llamada Gianna.
En 2015, publicó el libro Tin Tan: todo por amor, una obra biográfica sobre sus padres.

## Discografía

### Álbumes
| Año  | Título                      | Discográfica   |
| 1978 | La nueva expresión del amor | Discos América |

### Sencillos
| Año  | Título          | Discográfica |
| 1982 | Corazón de lata | Melody       |

### Álbumes recopilatorios
| Año  | Título         | Discográfica        |
| 2023 | Grandes éxitos | Discos América S.A. |

## Filmografía

### Cine
| Año  | Título                          | Papel                 |
| ---- | ------------------------------- | --------------------- |
| 1970 | El capitán mantarraya           | Luz María             |
| 1976 | Chicano                         | Personaje desconocido |
| 1977 | Capulina chisme caliente        | Micaela               |
| 1979 | El vuelo de la cigüeña          | Nicolás               |
| 1979 | Adriana del Río, actriz         | Marta                 |
| 1981 | Johnny Chicano                  | Lupita                |
| 1983 | Allá en el rancho de las flores | Personaje desconocido |
| 1986 | La pintada                      | Silvia Merino         |

### Televisión
| Año  | Título       | Papel   |
| ---- | ------------ | ------- |
| 1978 | Rosalía      | Rosalía |
| 1981 | Soledad      | Daisy   |
| 1981 | Vanessa      | Irma    |
| 1983 | Plaza Sésamo | Paula   |